# Stanislav Hočevar
Stanislav Hočevar SDB (ur. 12 listopada 1945 w Novo mesto) – słoweński duchowny rzymskokatolicki, arcybiskup Belgradu w latach 2001-2022.

## Życiorys
Święcenia kapłańskie otrzymał 29 czerwca 1973 w zgromadzeniu księży salezjanów. Był m.in. zastępcą inspektora salezjanów w Słowenii (1982-1984) oraz przełożonym prowincjalnym zgromadzenia (1988-2000). Był także przewodniczącym, a następnie sekretarzem generalnym Konferencji Wyższych Przełożonych Zakonnych w Słowenii.

### Episkopat
25 marca 2000 papież Jan Paweł II mianował go biskupem koadiutorem archidiecezji belgradzkiej. Sakry biskupiej udzielił mu ówczesny nuncjusz apostolski w Słowenii, Edmond Farhat.
31 marca 2001 objął pełnię rządów w archidiecezji po przejściu na emeryturę poprzednika Franca Perko.
W latach 2004–2011 pełnił funkcję przewodniczącego Międzynarodowej Konferencji Episkopatu Świętych Cyryla i Metodego.
5 listopada 2022 papież Franciszek przyjął jego rezygnację z urzędu arcybiskupa Belgradu.